# لي والاس
لي والاس (بالإنجليزية: Lee Wallace)‏ وهو لاعب كرة قدم أسكتلندي في مركز الظهير الأيسر ولد في يوم 1 أغسطس 1987 في مدينة ادنبره عاصمة اسكتلندا، يلعب والاس حالياً مع نادي رينجرز وسبق له اللعب مع نادي هارت أوف ميدلوثيان، ولعب مع منتخب اسكتلندا لكرة القدم ويبلغ طوله 185 سم.

## روابط خارجية
- لي والاس على موقع الاتحاد الأوربي (الإنجليزية)
- لي والاس على موقع الاتحاد الإسكتلندي (الإنجليزية)
- لي والاس على موقع قاعدة بيانات كرة القدم.إي يو (الإنجليزية)
- لي والاس على موقع ناشيونال فوتبول تيمز (الإنجليزية)
- لي والاس على موقع Soccerbase.com (لاعب) (الإنجليزية)
- لي والاس على موقع Soccerway.com (الإنجليزية)
- لي والاس على موقع عالم كرة القدم.نت (الإنجليزية)